# Vaste est la prison
Vaste est la prison est un roman d'Assia Djebar paru en 1995. Il a été réédité en poche en 2002.

## Historique
Le titre vient d'une complainte berbère.
Ce roman est le troisième volet du quatuor algérien, après L'Amour, la fantasia et Ombre sultane, et avant Les larmes d’Augustin, un texte inédit finalement publié dans Assia Djebar : Le manuscrit inachevé en 2021.